# موشيه غرينبيرغ
موشيه غرينبيرغ (بالعبرية: משה גרינברג‏) (بالإنجليزية: Moshe Greenberg)‏ هو كاتب ومترجم وأستاذ جامعي أمريكي وإسرائيلي، ولد في 10 يوليو 1928 في فيلادلفيا في الولايات المتحدة، وتوفي في 15 مايو 2010 في القدس في إسرائيل.